# ایتن اسکوئر

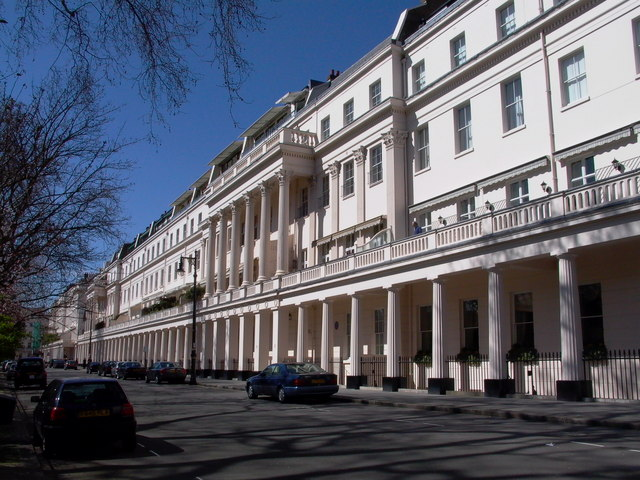
تراس‌های طویل سفید و رواق‌دار در ضلع شمالی ایتن اسکوئر.

ایتن اسکوئر (انگلیسی: Eaton Square) یک محوطهٔ سرسبز مسکونی مستطیلی‌شکل در لندن است که در منطقهٔ بلگریویا واقع شده‌است و بزرگ‌ترین میدان چهارگوش لندن است. این یکی از سه میدانی است که توسط خانواده زمیندار گرووِنر ساخته شده‌است، زمانی که آنها بخش اصلی بلگریویا را در قرن نوزدهم توسعه دادند که به نام مکان‌هایی در چشر - در این مورد «ایتن هال»، خانه روستایی گرووِنر - نامگذاری شده‌است. این میدان کمی بزرگتر از بلگریو اسکوئر و بسیار بزرگتر از میدان چستر است. اولین ایتن اسکوئر توسط توماس کیوبیت در سال ۱۸۲۷ ساخته شد و در سال ۲۰۱۶ به عنوان «گران‌ترین مکان برای خرید ملک در بریتانیا» نامگذاری شد، به‌نحوی که خریدِ یک خانه با تراس کامل به‌طور متوسط ۱۷ میلیون پوند هزینه دارد و بسیاری از چنین خانه‌های مسکونی در داخل همان سازه‌های حفاظت‌شده به آپارتمان‌های لوکس تبدیل شده‌اند. برخی از عمارت‌های این منطقه بنای فهرست‌شدهٔ درجهٔ دوم محسوب می شوند.